# Luchenza
Luchenza è un centro abitato del Malawi, situato nella Regione Meridionale.